# بلقاء بنفسجية
ملالوكا بنفسجية (الاسم العلمي:Melaleuca violacea) هي نوع من النباتات تتبع جنس الملالوكا من فصيلة الآسية. تم وصف هذا النوع من النبات علمياً لأول مرة من قبل يوهانس كونراد شاور سنة 1844.